# Svenskt tätskinn
Svenskt tätskinn (Peniophora suecica) är en svampart som beskrevs av Litsch. 1941. Svenskt tätskinn ingår i släktet Peniophora och familjen Peniophoraceae.  Arten är reproducerande i Sverige. Inga underarter finns listade i Catalogue of Life.